# Армяник, Семён Антонович
Armeanic Simion Anton
Семён Антонович Армяник — молдавский советский хозяйственный, государственный и политический деятель, Герой Социалистического Труда.

## Биография
Родился в 1925 году в селе Оланешты (ныне — в Штефан-Водском районе Молдавии). Член КПСС с 1961 года.
С 1956 года — на хозяйственной, общественной и политической работе. В 1956—1985 гг. — бригадир тракторо-полеводческой бригады колхоза «Путь к коммунизму», начальник механизированного отряда объединения по механизации и электрификации сельскохозяйственног опроизводства Суворовского районного совета колхозов, бригадир тракторо-полеводческой бригады колхоза «Путь к коммунизму» Суворовского района Молдавской ССР.
Указом Президиума Верховного Совета СССР от 8 апреля 1971 года присвоено звание Героя Социалистического Труда с вручением ордена Ленина и золотой медали «Серп и Молот».
Избирался депутатом Верховного Совета Молдавской ССР 8-го созыва.
Умер 1998 года.